# 金川信康
金川 信康（かねかわ のぶやす、1962年 - ）は、日本の情報工学者。

## 来歴
1987年東京工業大学大学院理工学研究科修士課程（制御工学専攻）修了。同年(株)日立製作所日立研究所入所、現在研究開発グループ制御イノベーションセンタ主管研究員、1991～1992年UCLA Computer Science学科Visiting Scholar。主として宇宙用、産業用各種フォールトトレラントシステム、安全な人工知能の研究開発に従事。
日本信頼性学会元会長、電子情報通信学会フェロー、ディペンダブルコンピューティング(DC)研究専門委員会元委員長、IFIP（情報処理国際連合） TC.10 (Computer Systems Technology), WG.10.4 (Dependable Computing and Fault Tolerance)各メンバー、情報処理学会IFIP日本代表委員。IEC（国際電気標準会議） TC65 SC65A/MT61508（Functional Safety、機能安全)、SC65A/WG17 (Human Factors and Functional Safety、ヒューマンファクターと機能安全)、WG20 (Framework to bridge the requirements for safety and security)国際エキスパート。IEEE，電気学会各会員。博士（工学）。2024年IEC活動推進会議議長賞。

## 著書
- （分担執筆）『信頼性ハンドブック』日科技連出版社 - 1997年度日経品質管理文献賞
  - 『新版・信頼性ハンドブック』日科技連出版社 - 2014年度年日経品質管理文献賞
- ”Dependability in Electronic Systems” (Springer)[6]
- （編著）『機能安全の基礎と応用-自動車・鉄道分野を通して学ぶ』日科技連出版社[7]